# Йордэнеску, Эдвард
Э́двард «Э́ди» Ма́риус Йордэне́ску (рум. Edward "Edi" Marius Iordănescu; род. 16 июня 1978, Бухарест) — румынский футболист, игравший на позиции полузащитника. По завершении карьеры — футбольный тренер.
Йордэнеску представлял девять команд за свою игровую карьеру, в том числе зарубежные команды «Паниониос» и «Алки» из Ларнаки. Он начал свою игровую и тренерскую карьеру в «Стяуа», так же как и его отец Ангел.
После завершения карьеры игрока Йордэнеску стал заметной фигурой в румынской тренерской среде, заслужив признание за свой тщательный подход к подготовке к матчам. В 2018—2021 годах сумел привести «ЧФР» Клуж к трём внутренним трофеям, а в 2022 году был назначен тренером сборной Румынии, впоследствии выведя сборную на Евро-2024.

## Игровая карьера
Связь Йордэнеску со «Стяуа» началась в начале 1984 года: когда ему было шесть лет, его отец Ангел, который в то время был помощником тренера, брал его с собой на игры на стадионе «Генча». Он часто сидел рядом с Алином Стойкой, также сыном легенды клуба, и начал играть вместе с ним во время разминок и перерывов. Продвигаясь по карьерной лестнице в молодёжной команде «Стяуа», Йордэнеску дебютировал за основную команду в 1996 году вместе со Стойкой.
В 1997 году, не сумев заявить о себе в составе румынского гранда, Йордэнеску ушёл в «Спортул Студенцеск». На протяжении всей своей карьеры он играл за различные клубы Румынии — «Фокшани», бухарестский «Рапид», «Рокар», «Петролул» и «Васлуй». Он также выступал за границей в Греции и на Кипре с «Паниониосом» и ларнакским клубом «Алки» соответственно.

## Тренерская карьера
Йордэнеску завершил свою игровую карьеру в 2004 году и начал заниматься обучением на тренера, пройдя курсы в Италии, Испании и Англии. В 2010 году, после отставки Илие Думитреску с поста тренера «Стяуа», он взял на себя роль исполняющего обязанности главного тренера. После этого Йордэнеску занимал второстепенные должности ассистента или исполняющего обязанности главного тренера в «Стяуа» и «Васлуе», а в 2013 году получил свой первый контракт в качестве главного тренера в «Фортуне» из Брази.
20 июня 2013 года Йордэнеску подписал контракт с командой второго дивизиона «Тыргу-Муреш» с поставленной целью выхода в элитный дивизион, однако покинул команду уже в октябре 2013 года. В декабре 2014 года он был назначен главным тренером клуба высшего дивизиона «Пандурий». Под его руководством команда вышла в финал Кубка румынской лиги 2014/2015. 24 августа 2016 года Йордэнеску был объявлен новым главным тренером болгарского клуба ЦСКА София, также сообщалось об интересе к тренеру со стороны познанского «Леха». 27 ноября 2016 года, после домашней ничьей 1:1 против «Вереи», он подал в отставку со своей должности.
8 июня 2017 года Йордэнеску подписал контракт с клубом первой лиги «Астра». 2 апреля 2018 года его контракт с клубом был расторгнут по взаимному согласию. 13 июня 2018 года Йордэнеску подписал трёхлетний контракт с «ЧФР», сменив Дана Петреску, который уехал в «Гуйчжоу Хэнфэн». Свой первый трофей в тренерской карьере Эдвард выиграл 15 июля того же года, когда его новая команда победила «Университатю» со счётом 1:0 в Суперкубке Румынии 2018 года. Он покинул «ЧФР» Клуж менее чем через два месяца из-за разногласий с владельцем клуба Йоаном Варгой.
С января 2019 года по июнь 2020 года Йордэнеску работал в клубе «Газ Метан», а затем вернулся в ЧФР Клуж в декабре 2020 года. Последнюю команду он привёл к ещё одному Суперкубку Румынии и титулу чемпиона Румынии 2020/2021, но отказался остаться после истечения срока его контракта в конце кампании. В августе 2021 года он вернулся в «Стяуа», но на этот раз впервые в качестве главного тренера. 12 сентября его команда разгромила в лиге «Динамо Бухарест» со счётом 6:0, что стало самым крупным разгромом в истории дерби. Йордэнеску ушёл в ноябре 2021 года после конфликта с владельцем клуба Джиджи Бекали.
25 января 2022 года Йордэнеску был назначен тренером сборной Румынии, которую его отец Ангел также тренировал в течение трёх периодов. 18 ноября 2023 года, после победы над Израилем со счётом 2:1, его страна обеспечила себе квалификацию на Евро-2024. За это достижение спортивный сайт Gazeta Sporturilor назвал его тренером года в Румынии 2023 года. На финальном турнире в Германии румыны выиграли свою группу, но выбыли из турнира на стадии 1/8 финала, потерпев разгромное поражение от сборной Нидерландов (0:3). После турнира Йордэнеску не стал продлевать контракт с федерацией, проведя во главе сборной 28 матчей, в которых одержал десять побед, десять раз сыграл вничью и потерпел восемь поражений.

## Личная жизнь
Йордэнеску встречался с румынской певицей и автором песен Делией Матаче с 2005 по 2006 год. Сейчас он женат на женщине, от которой у него трое детей.

## Статистика

### Тренерская
| Команда                 | Страна   | Начало работы    | Окончание работы | Результаты | Результаты | Результаты | Результаты | Результаты | Результаты | Результаты | Результаты | Примечания |
| Команда                 | Страна   | Начало работы    | Окончание работы | И          | В          | Н          | П          | МЗ         | МП         | РМ         | % побед    | Примечания |
| ----------------------- | -------- | ---------------- | ---------------- | ---------- | ---------- | ---------- | ---------- | ---------- | ---------- | ---------- | ---------- | ---------- |
| Стяуа (и. о.)           | Румыния  | 20 сентября 2010 | 27 сентября 2010 | 2          | 1          | 0          | 1          | 1          | 1          | +0         | 050,00     |            |
| Васлуй (и. о.)          | Румыния  | 24 сентября 2012 | 27 сентября 2012 | 1          | 0          | 0          | 1          | 0          | 1          | −1         | 000,00     |            |
| Фортуна (Пояна-Кампина) | Румыния  | 11 января 2013   | 13 мая 2013      | 10         | 8          | 2          | 0          | 25         | 6          | +19        | 080,00     |            |
| Тыргу-Муреш             | Румыния  | 20 июня 2013     | 9 октября 2013   | 6          | 2          | 2          | 2          | 8          | 8          | +0         | 033,33     |            |
| Пандурий                | Румыния  | 16 декабря 2014  | 20 июня 2016     | 59         | 27         | 17         | 15         | 83         | 62         | +21        | 045,76     |            |
| ЦСКА (София)            | Болгария | 25 августа 2016  | 29 ноября 2016   | 12         | 5          | 3          | 4          | 14         | 9          | +5         | 041,67     | [ 23 ]     |
| Астра                   | Румыния  | 8 июня 2017      | 2 апреля 2018    | 35         | 15         | 10         | 10         | 46         | 33         | +13        | 042,86     | [ 23 ]     |
| ЧФР (Клуж-Напока)       | Румыния  | 13 июня 2018     | 26 июля 2018     | 3          | 1          | 1          | 1          | 2          | 2          | +0         | 033,33     | [ 23 ]     |
| Газ Метан               | Румыния  | 7 января 2019    | 1 июня 2020      | 42         | 18         | 12         | 12         | 54         | 43         | +11        | 042,86     | [ 24 ]     |
| ЧФР (Клуж-Напока)       | Румыния  | 4 декабря 2020   | 2 июня 2021      | 30         | 21         | 5          | 4          | 49         | 15         | +34        | 070,00     | [ 23 ]     |
| ФКСБ                    | Румыния  | 18 августа 2021  | 15 ноября 2021   | 11         | 8          | 2          | 1          | 24         | 11         | +13        | 072,73     | [ 23 ]     |
| Румыния                 | Румыния  | 25 января 2022   | 22 июля 2024     | 28         | 10         | 10         | 8          | 37         | 28         | +9         | 035,71     | [ 23 ]     |
| Итого                   | Итого    | Итого            | Итого            | 239        | 116        | 64         | 59         | 343        | 219        | +124       | 048,54     | —          |

## Достижения

### В качестве игрока
«Стяуа»
- Чемпионат Румынии : 1995/1996
- Кубок Румынии: 1995/1996

«Петролул»
- Вторая лига Румынии: 2002/2003

### В качестве тренера
«Пандурий»
- Финалист Кубка румынской лиги[англ.]: 2014/2015

«ЧФР» Клуж
- Чемпионат Румынии: 2020/2021[25]
- Суперкубок Румынии: 2018[12], 2020[26]

### Индивидуальные
- Тренер года в Румынии по версии Gazeta Sporturilor: 2023
- Тренер года в Румынии: 2021[27]
- Тренер месяца в Румынии по версии Gazeta Sporturilor: ноябрь 2023